# Santa Cruz Mixtepec
Santa Cruz Mixtepec är en kommun i Mexiko.   Den ligger i delstaten Oaxaca, i den sydöstra delen av landet, 400 km sydost om huvudstaden Mexico City.
Följande samhällen finns i Santa Cruz Mixtepec:
- Trapiche Santa Cruz
- Emiliano Zapata